# Ngadipiro (Wilangan)
Ngadipiro is een bestuurslaag in het regentschap Nganjuk van de provincie Oost-Java, Indonesië. Ngadipiro telt 3285 inwoners (volkstelling 2010).